# Lijst van wielrenners - K
Dit is een lijst van wielrenners met als beginletter van hun achternaam een K.

## Ka
- Édouard Kablinski
- Blel Kadri
- An-Li Kachelhoffer
- Karel Kaers
- Mads Kaggestad
- Danny Kah
- Dainius Kairelis
- Olivier Kaisen
- Chris Kalkman
- Kalle Kriit (Estonian Emperor)
- Kimmo Kananen
- Tanel Kangert
- Willy Kanis
- Tiaan Kannemeyer
- Tomoya Kano
- Viktor Kapitonov
- Andreas Kappes
- Maud Kaptheijns
- Karolina Karasiewicz
- Antonio Karmany
- Vladimir Karpets
- Gerben Karstens
- Andrej Kasjetsjkin
- Romy Kasper
- Artūras Kasputis
- Yara Kastelijn
- Alexander Kastenhuber
- Piet van Katwijk
- Jan van Katwijk
- Alain van Katwijk
- Fons van Katwijk
- Ahad Kazemi

## Ke
- Ahmed Kebaili
- Martijn Keizer
- Miroslav Kejval
- Sean Kelly (King Kelly)
- Wilco Kelderman
- Rudie Kemna
- Willy Kemp
- Piet van Kempen
- Dieter Kemper
- Aaron Kemps
- Rainer Kepplinger
- Cédrine Kerbaol
- Marcel Kerff
- Christophe Kern
- Špela Kern
- Jaap Kersten
- Egon van Kessel
- Fredrik Kessiakoff
- Matthias Kessler (De Pitbull)
- Nina Kessler
- Désiré Keteleer
- Jens Keukeleire

## Ki
- Pim Kiderlen
- Ron Kiefel
- Tomasz Kiendys
- Joanne Kiesanowski
- Anna Kiesenhofer
- Paul Kimmage
- Danielle King
- Ben King
- Ted King
- Marcel Kint
- Ismaël Kip
- Kim Kirchen
- Roman Kirejev
- Alex Kirsch
- Jaan Kirsipuu
- Vasil Kiryjenka
- Robert Kišerlovski
- Peter Kisner
- Marcel Kittel
- Andrej Kivilev

## Kj
- Steffen Kjærgaard

## Kl
- Trent Klasna
- Lisa Klein
- Tanja Klein
- Elisabeth Kleinhaus
- Zoran Klemenčič
- Dominic Klemme
- Andreas Klier
- Sergej Klimov
- Tim Klinger
- Andreas Klöden
- Kasper Klostergaard
- Mike Kluge
- Roger Kluge
- Jacques van der Klundert

## Kn
- Britt Knaven
- Fee Knaven
- Mirre Knaven
- Senne Knaven
- Servais Knaven
- Hans Knecht
- Christian Knees
- Gerben de Knegt
- Gerrie Knetemann (de Kneet)
- Roxane Knetemann
- Roy Knickman
- Anne Knijnenburg
- Monique Knol
- Willeke Knol
- Leo Knops
- James Knox
- Knut Knudsen
- Morten Knudsen

## Ko
- Hugo Koblet (Mooie Hugo)
- Valeriy Kobzarenko
- Jure Kocjan
- Vera Koedooder
- Cees Koeken
- Gerard Koel
- Andrej Koenitski
- Jans Koerts
- Aljaksandr Koetsjynski
- Bernhard Kohl
- Martin Kohler
- Seweryn Kohut
- Slavomir Kohut
- Martien Kokkelkoren
- Sergej Kolesnikov
- Anastasiya Kolesava
- Aleksej Kolesov
- Aleksandr Kolobnev
- Tomáš Konečný
- Matthijs de Koning
- Louis de Koning
- Anna Konkina
- Ignatas Konovalovas
- Patrick Konrad
- Aristidis Konstantinidis
- Dmitri Konysjev
- Charlotte Kool
- Lotte Kopecky
- Berik Köpeşov
- David Kopp
- Clara Koppenburg
- Kristjan Koren
- Jeanne Korevaar
- André Korff
- Koen de Kort
- André de Korver
- Anouska Koster
- Claudia Koster
- Denys Kostjoek
- Oleg Kozlitin
- Dmitri Kozontsjoek

## Kr
- Amber Kraak
- Stéphane Kraff
- Asbjørn Kragh Andersen
- Søren Kragh Andersen
- Frank Kramer
- Artur Krasiński
- Sven Krauß
- Michel Kreder
- Jan Krekels
- Lex van Kreuningen
- Roman Kreuziger
- Jelte Krijnsen
- Alexander Kristoff
- Joeri Krivtsov
- Mieke Kröger
- Artur Król
- Andreas Kron
- Karsten Kroon
- Steven Kruijswijk

## Ku
- Ferdi Kübler
- Evy Kuijpers
- Hennie Kuiper
- Karolina Kumięga
- Mario Kummer
- Karl-Heinz Kunde
- Stefan Küng
- Hanka Kupfernagel
- Sepp Kuss
- Jaanus Kuum
- Christian Kux
- Jan Kuyckx
- Antonius Kuys

## Kv
- Oleksandr Kvatsjoek
- Atle Kvålsvoll
- Matija Kvasina
- Thomas Kvist

## Kw
- Michał Kwiatkowski

A · B · C · D · E · F · G · H · I · J · K · L · M · N · O · P · Q · R · S · T · U · V · W · X · Y · Z